# Kabinett Ribičič
Das Kabinett Ribičič wurde am 18. Mai 1969 in der Sozialistischen Föderativen Republik Jugoslawien (SFRJ) von Mitja Ribičič gebildet. Das Kabinett Ribičič löste das Kabinett Špiljak ab und blieb bis zum 30. Juli 1971 im Amt, woraufhin es vom ersten Kabinett Bijedić abgelöst wurde. Die Minister waren Mitglieder des Bundes der Kommunisten Jugoslawiens (BdKJ).
Dem Kabinett gehörten folgende Minister (Bundessekretäre) an:
| Ministeramt                           | Amtsinhaber         | Beginn der Amtszeit | Ende der Amtszeit |
| ------------------------------------- | ------------------- | ------------------- | ----------------- |
| Präsident des Bundesexekutivrates     | Mitja Ribičič       | 18. Mai 1969        | 30. Juli 1971     |
| Vizepräsident des Bundesexekutivrates | Nikola Miljanić     | 18. Mai 1969        | 30. Juli 1971     |
| Vizepräsident des Bundesexekutivrates | Mišo Pavićević      | 18. Mai 1969        | 30. Juli 1971     |
| Vizepräsident des Bundesexekutivrates | Aleksandar Grličkov | 18. Mai 1969        | 30. Juli 1971     |
| Mitglied des Bundesexekutivrates      | Marko Bule          | 18. Mai 1969        | 30. Juli 1971     |
| Mitglied des Bundesexekutivrates      | Miran Mejak         | 18. Mai 1969        | 30. Juli 1971     |
| Mitglied des Bundesexekutivrates      | Marko Orlandić      | 18. Mai 1969        | 30. Juli 1971     |
| Mitglied des Bundesexekutivrates      | Dragiša Đoković     | 18. Mai 1969        | 30. Juli 1971     |
| Mitglied des Bundesexekutivrates      | Blagoja Popov       | 18. Mai 1969        | 30. Juli 1971     |
| Mitglied des Bundesexekutivrates      | Trpe Jakovlevski    | 18. Mai 1969        | 30. Juli 1971     |
| Mitglied des Bundesexekutivrates      | Hakija Pozderac     | 18. Mai 1969        | 30. Juli 1971     |
| Mitglied des Bundesexekutivrates      | Ivo Jerkić          | 18. Mai 1969        | 30. Juli 1971     |
| Mitglied des Bundesexekutivrates      | Izet Zubović        | 18. Mai 1969        | 30. Juli 1971     |
| Mitglied des Bundesexekutivrates      | Mirjana Krstinić    | 18. Mai 1969        | 30. Juli 1971     |
| Mitglied des Bundesexekutivrates      | Nikola Pavletić     | 18. Mai 1969        | 30. Juli 1971     |
| Mitglied des Bundesexekutivrates      | Dušan Gligorijević  | 18. Mai 1969        | 30. Juli 1971     |
| Mitglied des Bundesexekutivrates      | Toma Granfil        | 18. Mai 1969        | 30. Juli 1971     |
| Mitglied des Bundesexekutivrates      | Ljubisa Marković    | 18. Mai 1969        | 30. Juli 1971     |
| Mitglied des Bundesexekutivrates      | Franjo Nađ          | 18. Mai 1969        | 30. Juli 1971     |
| Mitglied des Bundesexekutivrates      | Ali Shukrija        | 18. Mai 1969        | 30. Juli 1971     |
| Auswärtige Angelegenheiten            | Mirko Tepavac       | 18. Mai 1969        | 30. Juli 1971     |
| Nationale Verteidigung                | Nikola Ljubičić     | 18. Mai 1969        | 30. Juli 1971     |
| Außenhandel                           | Muhamed Hadžić      | 18. Mai 1969        | 30. Juli 1971     |
| Finanzen                              | Janko Smole         | 18. Mai 1969        | 30. Juli 1971     |
| Innere Angelegenheiten                | Radovan Stijačić    | 18. Mai 1969        | 30. Juli 1971     |
| Wirtschaft                            | Borivoje Jelic      | 18. Mai 1969        | 30. Juli 1971     |